# به‌آفرید (شاهنامه)
به‌آفرید / بِهْ‌آفَریٓد/ دختر گشتاسپ، شخصیت زن اسطوره‌ای در اساطیر ایران است. نام او در شاهنامه به صورت به‌آفرید و در تاریخ طبری به صورت باذافره و فاذافره آمده‌است. وی به همراه خواهرش، همای، به دست خیونان اسیر می‌شود و سرانجام برادرش اسفندیار ایشان را می‌رهاند.
| دگر دختر شاه به‌آفرید      |  | که باد هوا هرگز او را ندید |
| به خواری ورا زار برداشتند |  | برو باره و تاج نگذاشتند    |

## به‌آفرید در شاهنامه
در شاهنامه از به‌آفرید و همای به عنوان دختران گشتاسپ و خواهران اسفندیار یاد شده‌است. وقتی به گشتاسپ خبر می‌رسد که تورانیان دخترانش را اسیر کرده‌اند و ارجاسپ آنان را به رویین‌دژ برده‌است، از پسرش اسفندیار می‌خواهد که برای نجات خواهران‌اش دست به‌کار شود. اسفندیار در کسوت بازرگانان به دژ رویین می‌رود و در آن‌جا خواهران خود را با لباسی ژنده، نیمه عریان و گریان می‌یابد. اسفندیار در نقش عرضه‌کننده کالا و خواهرانش به بهانه خریدار کالا با یکدیگر رابطه برقرار می‌کنند و اسفندیار از آن‌ها می‌خواهد چند روز صبر نمایند تا چاره‌ای بیندیشید سرانجام اسفندیار ارجاسپ و دیگر سرداران رویین‌دژ را کشته و به‌آفرید و همای را نجات می‌دهد.

## به‌آفرید در اوستا
این نام در اوستا به گونهٔ واریذکنا آمده‌است. در یشت نهم اوستا، گِوش یَشت (درواسپ یَشت)، فصل هفتم بند ۳۱ آمده‌است: مرا این کامیابی ارزانی‌دار که تَثریاونت دٌژدین را براندازم، که سپنج اوروشک دیوپرست را براندازم، که دیگر باره همای و واریذکنا را از سرزمین خیون‌ها به خاندان بازگردانم، که سرزمین‌های خَیون‌ها را برافگنم: پنجاه‌ها صدها، صدها هزارها، هزارها ده‌هزارها، ده‌هزارها صدهزارها.»

## در تاریخ طبری
این نام در تاریخ طبری باذافره ضبط شده‌است. البته در بخش‌های دیگری از دستنویس‌های این تاریخ، فاذافره آمده‌است. طبری می‌نویسد: خرزاسف (ارجاسپ) دفترها بسوخت و لهراسف و هیربدان بکشت و آتشکده‌ها ویران کرد و بر اموال و گنج‌ها تسلط یافت و دو دختر بشتاسب (گشتاسپ) را که یکی خمانی (هومایا، همای) و دیگری باذافره نام‌داشت اسیر کرد. این نام را گردیزی اوفیه آورده‌است.